# Neptis goochi
Neptis goochii là một loài bướm ngày thuộc họ Nymphalidae. Nó được tìm thấy ở miền nam châu Phi.
Sải cánh dài 30–35 mm đối với con đực và 34–38 mm đối với con cái. Con trưởng thành có thể bay quanh năm đạt đỉnh từ tháng 12 đến tháng 5.
Ấu trùng ăn Acalypha loài.